# 4284 Kaho
4284 Kaho este un asteroid din centura principală, descoperit pe 16 martie 1988 de Seiji Ueda și Hiroshi Kaneda.